# ميناء إمينغهام
ميناء إمينغهام، المعروف أيضًا باسم حوض إمينغهام، هو ميناء رئيسي على الساحل الشرقي لإنجلترا، ويقع على الضفة الجنوبية لمصب همبر غرب غريمسبي، بالقرب من بلدة إمينغهام. سنة 2019، كان ميناء غريمسبي آند إمينغهام أكبر ميناء في المملكة المتحدة من حيث الحمولة مع 54,1 مليون طن من البضائع التي مرت خلال ذلك العام.
أنشأت الميناء شركة همبر للسكك الحديدية التجارية والأرصفة البحرية بالتعاون مع السكة الحديدية المركزية الكبرى، اندمجت شركة الأرصفة البحرية ورُخصت الأعمال وفقًا لقانون شركة همبر التجارية للسكك الحديدية والأرصفة البحرية سنة 1901. بدأ بناء الرصيف سنة 1906 واكتمل بحلول عام 1912. وكان الغرض الرئيسي الأصلي من الرصيف هو تصدير الفحم.
في النصف الثاني من القرن العشرين توسع الميناء إلى حد بعيد إلى ما وراء الرصيف البحري المقفل، وأرصفة شرق وغرب. مع إضافة العديد من أرصفة المياه العميقة للشحنات المنفصلة، وشمل ذلك محطة إمينغهام النفطية (1969، وُسعت 1994) لاستيراد النفط إلى مصافي النفط القارية الجديدة وليندساي للنفط، محطة إمينغهام المنفصلة (1970) التي أُنشئت بوصفها مخططًا مشتركًا من «إن سي بي» و«بي إس سي» لتصدير الفحم واستيراد خام الحديد، ورصيف إمينغهام للغاز (1985) لاستيراد غاز البترول المسال، ومحطة همبر الدولية (2000، توسعت في 2006) للشحنات المنفصلة. شُغّلت محطات سفن الدحرجة للمرة الأولى سنة 1966، وتوسعت داخل الأرصفة البحرية في التسعينيات، وخارج الرصيف في ميناء إمينغهام الخارجي (2006).

## التاريخ

### الخلفية
منذ منتصف القرن التاسع عشر فصاعدًا، طورت سكك حديد مانشستر وشيفيلد ولينكولنشاير ميناء غريمسبي إلى منفذ حديث لنظام السكك الحديدية الخاص بها على الساحل الشرقي لإنجلترا.
سنة 1874 كُلف تشارلز ليدل بتقرير عن بدائل للتوسع في غريمسبي، أوصى التقرير بإنشاء رصيف جديد غرب غريمسبي في ساوث كيلينغولمي، بسبب انخفاض تكاليف الأرض والقرب من قناة همبر لاستوري الصالحة للملاحة. لم يُنفذ مخطط ليدل آنذاك.
وسنة 1900، أنشئت شركة هامبر للسكك الحديدية التجارية بهدف توسيع نظام أرصفة غريمسبي، وسعت إلى الحصول على سلطات البرلمان لبناء رصيف جديد متاجر إلى الغرب للرصيف الملكي، وإلى الشمال من رصيف ألكسندرا، على ضفة نهر هامبر، صدر هذا التطوير سنة 1901 تحت اسم قانون هامبر للسكك الحديدية التجارية والرصيف. وكانت شركة السكك الحديدية المركزية الكبرى، التي تملك أرصفة غريمسبي، على استعداد لدعم المخطط، لكنها التمست مشورة السير جون وولف باري، الذي قال إن القناة المؤدية إلى الرصيف ستتطلب جرفًا واسع النطاق، ذكر لاحقًا لصالح مخطط بالقرب من إمينغهام، مماثل في الموقع إلى ذلك الذي اقترحه ليدل في وقت سابق. استحوذ المجلس على أرض بالقرب من حوض سفنهم المفضل، وأبلغ مروجي المشروع بأنه سيسحب دعمه، ما لم يتغير المخطط إلى مخطط أفضل في موقع هامبر، بالقرب من ستالينغبورو، الأقرب إلى قناة مياه عميقة.
قُدم مخطط إلى البرلمان سنة 1902 لإنشاء رصيف بحري بالقرب من إمينغهام، لكن سُحب مشروع القانون بسبب شروط تتطلب من الحكومة الألمانية إزالة قنوات شحن هامبر لإلغاء أي تغيير يعتقد أنه حدث بسبب أعمال الرصيف. وبضغط من الأطراف المعنية، أصدر مجلس التجارة تكليفًا بإجراء تفتيش للقنوات، وأفاد بأنه لا يتوقع حدوث أي تغيير سلبي خطير من أعمال الرصيف الجديدة. أعيد تقديم مشروع قانون سنة 1903. ومن سمات المخطط: إنشاء رصيف جديد في أبرشية إمينغهام مزود بقناة مقفلة ومدخل، مع أرصفة على الجانبين الشرقي والغربي، وسكة حديدية ملتقطة شمال خط السكة الحديدية المركزية الكبرى في محطة أولسيبي إلى الرصيف، والحق في التجريف وتحويل مجرى المياه -إمينغهام هافن- لجمع الأموال، ووضع ترتيبات عمل مع شركة السكك الحديدية المركزية الكبرى، وحقوق الشراء الإجباري. مُرر المخطط باسم قانون همبر للسكك الحديدية التجارية والحجز، 1904. عُدل قانون عام 1904 بقوانين لاحقة في أعوام 1908 و1909 و1913، مددت وقت البناء، وسمحت بجمع رأس مال إضافي، وأجرت تغييرات طفيفة في الخطط الأصلية. وكان الغرض الرئيسي من رصيف الميناء تصدير الفحم من حقول الفحم في ديربيشاير ويوركشاير.

### البناء والافتتاح: 1906-1912
صممت الرصيف شركة السير جون وولف باري وشركاؤها، وتعاقدت مع برايس، ويلز وريفز (وستمنستر)، الذي بني على موقع أكثر من 1000 فدان، مع واجهة النهر نحو 2,4 كم. وقد بدأت السيدة هندرسون العمل رسميًا على رصيف الميناء، زوجة الرئيس المركزي العظيم ألكسندر هندرسون، في يوليو 1906. أقر إنشاء ثلاثة خطوط سكك حديدية قصيرة جديدة وشيدت للربط بالمرفأ من الغرب والشرق والجنوب، وهي خط همبر التجاري للسكك الحديدية الذي يربط على بعد 8 كيلومترات في أولسيبي، مع خط السكة الحديدية السابق غريت غريمسبي وشيفيلد، يمتد خط سكك حديد بارتون وإمينغهام الخفيفة من مفترق طرق بالقرب من غوكهيل، يربط بخط هامبر التجاري عند مفترق طرق على الجانب الغربي من رصيف الميناء، وخط سكك حديد مقاطعة غريمسبي الخفيفة إلى غريمسبي الذي يربط عبر مفترق طرق بخط هامبر التجاري، على الجانب الشرقي من رصيف الميناء. رُبطت السكك الحديدية الخفيفة إلى غريمسبي بفرع «غريت كوتس» بحلول عام 1906، استخدم المتعاقدون الخط في أثناء بناء الرصيف، وبدأت خدمة الركاب سنة 1910.
شمل العمل الأولي على الرصيف تحويل المصارف، وتجريف قناة المدخل إلى هامبر. استُخدم ما يقرب من 1،900،000 متر مكعب من مواد الحفر من الرصيف في بناء التسوية. وكانت جدران الرصيف مصنوعة من الخرسانة، مع التدرج من الغرانيت، وشُيِّدت حفرة القفل بجدران جانبية من الخرسانة وقوس معكوس ضحل من الطوب عند المقبس. قام الرئيس رايت سون بتركيب البوابات المغلقة وآلاتها.
بُني الرصيف (1912)، وكان يتألف من حوض رئيسي يبلغ طوله 340 مترًا مربعًا، بذراعين إلى الشمال الغربي والجنوب الغربي يبلغ عرضهما نحو 381 و114 مترًا وهو ما مجموعه 55,5 فدان. وشمل التصميم مساحة لذراعين آخرين على الجانب الشرقي، عكس الأسلحة الغربية. كان قفل المدخل 256 في 27 مترًا مقسمة بواسطة بوابات مقفلة إلى أجزاء من 98 و165 مترًا، كان عمق القفل 8,5 أمتار من المياه عند المد الربيعي العادي. عند المدخل حيث يمتد رصيفان بطول 200 متر في النهر، ما يشكل شكلاً توجيهيًا لمدخل الغلق، كان من المقرر استخدام الرصيف الشرقي لخدمات الركاب، في حين استُخدم الرصيف الغربي في البداية نقطةً لتحميل الفحم.
بُني أول حوض جاف متاخم غربًا لقفل المدخل بطول 226 X 17 مترًا عرضيًا، التي تديرها شركة همبر للسكك الحديدية التجارية، وشركة هامبر غرافينغ دوك والهندسة. أُنشئت مكاتب الرصيف شرق قفل المدخل، التي بنيت بنمط متأثر بالفنون والحرف اليدوية، مع سقف مانسار يحيط بنوافذ بارزة.